# 阿霍恩比赫森山

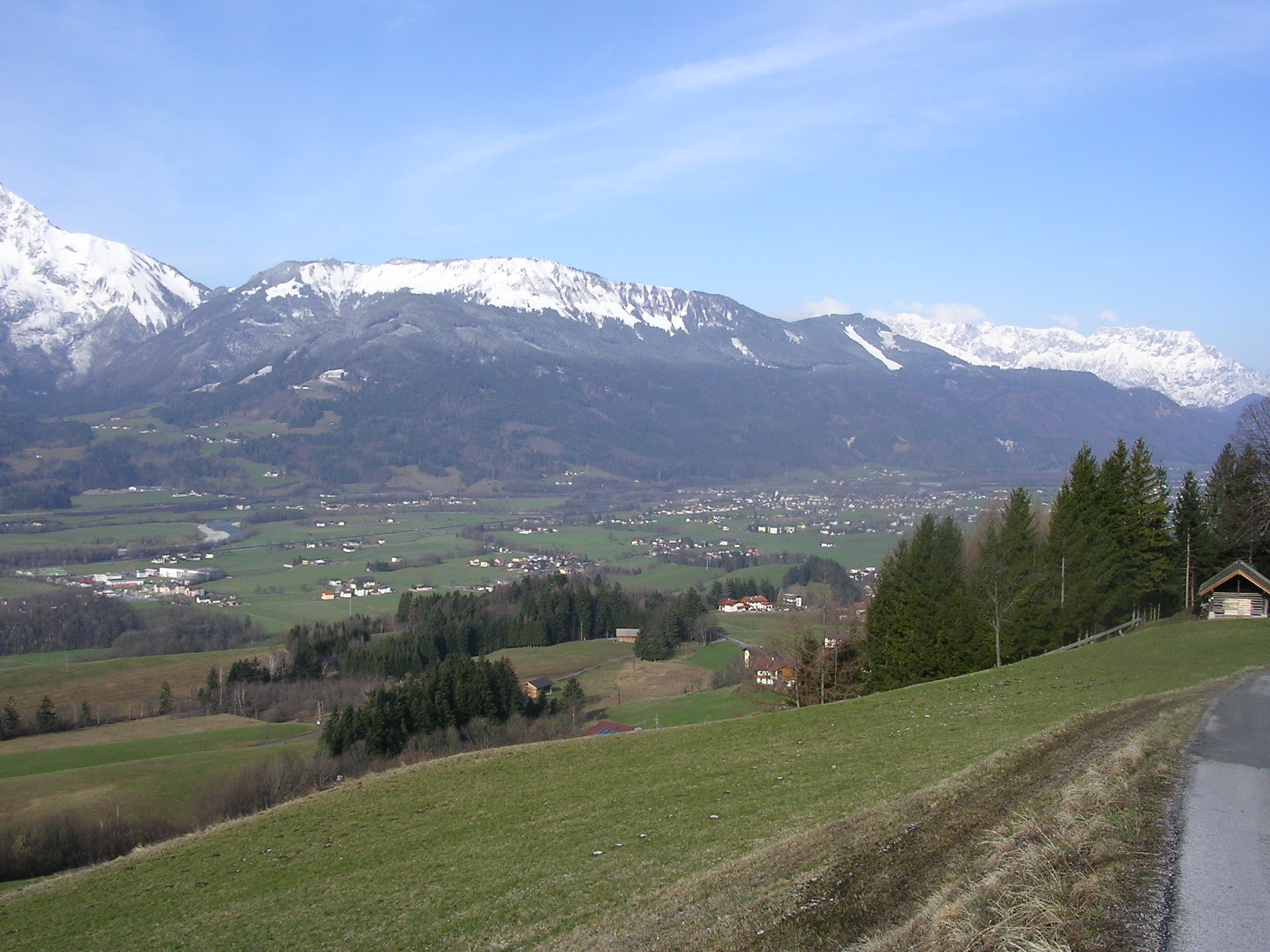

47°37′11″N 13°4′54″E / 47.61972°N 13.08167°E
阿霍恩比赫森山（德語：Ahornbüchsenkopf），是中歐的山峰，位於奧地利和德國接壤的邊境，屬於貝希特斯加登阿爾卑斯山脈的一部分，海拔高度1,604米，每年平均降雨量1,894毫米。